# الأدب البلغاري

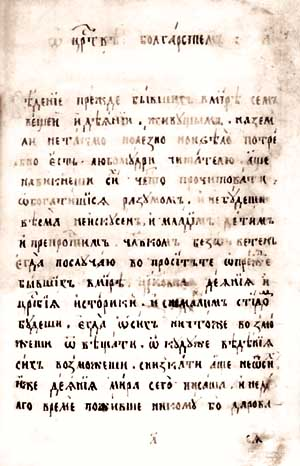

الأدب البلغاري هو أدب كتبه البلغاريون أو المقيمون في بلغاريا أو كُتب باللغة البلغارية، وغالبًا ما تكون اللغة البلغارية هي السمة المميزة لهذا الأدب. يمكن القول إن الأدب البلغاري هو الأقدم بين الشعوب السلافية، إذ تعود جذوره إلى أواخر القرن التاسع وزمن سيميون الأول من الإمبراطورية البلغارية الأولى.

## العصور الوسطى

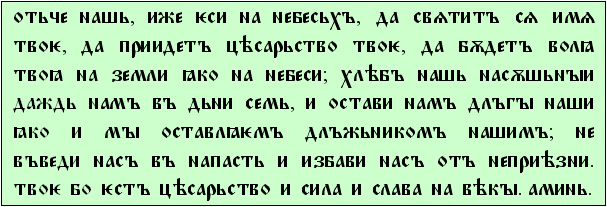
صلاة (أبانا) مكتوبة باللغة السيريلية باللغة السلافية الكنسية القديمة

أصبحت البلاد مركزًا للنشاط الأدبي الغني مع ترحيب الإمبراطورية البلغارية بأتباع كيرلس وميثوديوس بعد طردهم من مورافيا العظمى، خلال ما يُعرف بالعصر الذهبي للثقافة البلغارية في العصور الوسطى. ازدهر الأدب في أواخر القرن التاسع وفي القرن العاشر وبدايات القرن الحادي عشر، إذ تُرجمت العديد من الكتب من اليونانية البيزنطية، بالإضافة إلى إنشاء أعمال جديدة. عمل العديد من الباحثين في مدارس بريسلاف وأوخريد الأدبية، وأنشئوا الكتابة الكريلية لتلبية احتياجاتهم. كتب تشيرنوريتس هابار عمله الشعبي حساب الخطابات، بينما عمل كليمنت الأوخريدي على ترجمات من اليونانية، ويعود له الفضل في العديد من الكتب الدينية الهامة. كتب جون اكسارك كتابه شيستودنيف وترجم عن المسيحية الأرثوذكسية ليوحنا الدمشقي، وكان لنعوم من بريسلاف مساهمة كبيرة. أثر العلماء البلغاريون كما الأعمال البلغارية على معظم العالم السلافي، إذ نشروا سلافونية الكنسية القديمة والأبجدية الكريلية والغلاغوليتسية في خاقانات روس وعصور صربيا الوسطى وعصور كرواتيا الوسطى. 
انخفض النشاط الأدبي البلغاري نتيجة خضوع الإمبراطورية البلغارية للبيزنطيين في عام 1018. وفي جميع الأحوال، كان هناك فترة أخرى من النهضة المفاجئة بعد إنشاء الإمبراطورية البلغارية الثانية، خلال الفترة الزمنية للبطريرك إفتيمي في القرن الرابع عشر. أسس إفتيمي مدرسة تارنوفو الأدبية التي أثرت بشكل كبير على أدب صربيا ومسكوفيت روسيا، إذ فر العديد من الكتاب إلى الخارج بعد الفتح العثماني. كان قسطنطين من كوستينتس (1380- النصف الأول من القرن الخامس عشر) من الكتاب المعروفين في تلك الفترة، إلى جانب غريغوري تسامبلاك (1365- 1420)
سيطرت الموضوعات الدينية على الأدب البلغاري في العصور الوسطى، إذ كانت معظم الأعمال عبارة عن تراتيل وأناشيد ومنوعات دينية وأبوكريفا وسير تقديسية وغالباً ما جاءت بطولية ومفيدة.

## الحكم العثماني المبكر
شكل سقوط الإمبراطورية البلغارية الثانية على يد العثمانيين في عام 1396، ضربة خطيرة للأدب والثقافة البلغارية عمومًا. توقف النشاط الأدبي إلى حد كبير، وتركز في الأديرة التي أُسست باعتبارها مراكز للثقافة البلغارية في الإمبراطورية الأجنبية. ظل الموضوع الديني سائدًا في الأعمال القليلة التي أُنتجت.
كان الشكل الأدبي الرئيسي في القرنين السابع عشر والثامن عشر عبارة عن مواعظ تثقيفية، تُرجمت في البداية من اليونانية وجمعها البلغاريون لاحقًا.
استمر وجود التقاليد الأدبية دون انقطاع نسبيًا خلال الحكم العثماني في شمال غرب بلغاريا، حتى انتفاضة تشيبروفتسي في نهاية القرن السابع عشر، التي حصلت بين الكاثوليك البلغاريين الذين دعمتهم الدول الكاثوليكية في أوروبا الوسطى. كُتب الكثير من هذه الأعمال في مزيج من البلغارية العامة والسلافونية الكنسية واللغة الصربية الكرواتية، وسُميت «الإيليرية». كان من بين هذه الكتب أول كتاب مطبوع باللغة البلغارية الحديثة، وهو كتاب الأدعية أباغار الذي نُشر في روما عام 1651 لفيليب ستانيسلافوف، أسقف نيقوبوليس. 
أثرت الحركة الإيليرية لوحدة السلاف الجنوبين على الأدب البلغاري في القرنين الثامن عشر والتاسع عشر. يعد ستيماتوغرافيا لكريستوفر زيفاروفيتش الذي صدر في عام 1741، أول مثال على الشعر العلماني البلغاري بسبب رباعياته، على الرغم من أنه كان في الأساس عبارة عن مجموعة من النقوش.

## النهضة الوطنية البلغارية
لعبت حكومة بلغاريا العثمانية التي دامت قرابة الخمسة قرون دورًا حاسمًا في تنمية الثقافة البلغارية. فُصلت البلاد عن حركات النهضة الأوروبية والأشكال الأعلى للتعبير الفني، وقد طورت في الغالب أغانيها الفلكلورية وحكاياتها الخيالية. بدأ إحياء جديد للأدب البلغاري في القرن الثامن عشر مع كتابات في علم التأريخ للقديس بايسيوس من هيلندر بعنوان تاريخ السلافية البلغارية. كان من الأعمال المؤثرة الأخرى حياة ومعاناة صفرونيوس الآثم لصفرونيوس من فراتسا.
عادت الحياة للأدب في الفترة بين عامي 1840 و1875، مع كتابات تناولت المواضيع الثورية المناهضة لتركيا أساسًا. حدث ذلك في وقت سابق من عصر النهضة البلغارية، وكان أبرز الشعراء في ذلك الوقت فاسيل دروميف ورايكو زنزوفوف ودوبري تشينتولوف.
عمل الشاعر الشهير والثوري هريستو بوتيف (1848- 1876) في أواخر القرن التاسع عشر، ويُعتبر في الوقت الحالي أفضل شاعر بلغاري في تلك الفترة. تمكن من استخدام اللغة الحية لأغاني الفلكلور للتعبير عن الأفكار الحديثة والشكوك والأسئلة. كانت أعماله صغيرة في حجمها وعددها، وأخذ معظمها شكل الحوار المكثف والرسالة العاطفية القوية.
كان ليوبين كارافيلوف وجورجي سافا راكوفسكي من بين الكتاب الذين شاركوا في النشاط الثوري. كُتب غورسكي باتنيك (المعروف باسم المسافر في الغابات أو الهائم في الغابات) وهو العمل الأكثر شهرة لراكوفسكي، خلال فترة حرب القرم (1853- 1856). كتب راكوفسكي هذه العمل بينما كان يختبئ من السلطات التركية بالقرب من مدينة كوتيل، وهو عبارة عن واحدة من أولى القصائد البلغارية الأدبية، التي لم تُنشر بالفعل حتى عام 1857.
كانت زيادة الاهتمام بالفلكلور البلغاري واحدة من السمات النموذجية لهذه الفترة، إذ قدمت شخصيات مثل الإخوة ميلادينوف وكوزمان شابكاريف مجموعات من الأغاني الشعبية والدراسات التي تصف الأعراق البشرية. يعد زاهي ستويانوف (1850- 1889) كاتبًا آخر ذا أعمال مهمة مثل مذكرات حول الانتفاضات البلغارية (1870- 1876). تمتلك كتاباته قيمة تاريخية وفنية خاصة بالسير الذاتية.

## الأدب البلغاري بعد عام 1878
حصلت بلغاريا على استقلال جزئي بعد الحرب الروسية التركية (1877- 1878). كان من بين العوامل التي ساهمت في تشكيل الأدب البلغاري الجديد، الكنيسة البلغارية التي أُنشئت حديثًا ونظام المدارس الوطنية النامية وعودة البلغاريين المتعلمين من الخارج وحماس عصر النهضة الذي وصل مؤخرًا. فقد الأدب البلغاري الكثير من روحه الثورية، وأصبحت الكتابات الرعوية والإقليمية أكثر شيوعًا.
كان إيفان فازوف أول رجل معرفة بلغاري محترف والمؤسس الأب للأدب البلغاري الجديد. تمتع فازوف بشعبية كبيرة وشملت أعماله النثر والشعر بنفس القدر من المحاكاة. تعد روايته التي صدرت في عام 1893 بعنوان تحت النير، والتي تصور الاضطهاد العثماني في بلغاريا، أشهر قطعة من الأدب البلغاري الكلاسيكي. تُرجمت إلى أكثر من 30 لغة. تعد بلا مأوى بلا أصدقاء وتشيتشوفتسي من أشهر رواياته القصيرة وغيرها. كتب عددًا من القصص القصيرة وكتابات السفر والمذكرات والمقالات والنقد والدراما والكوميديا وغيرها.
تعد ملحمة المنسيين (1884- 1881) واحدة من أهم مجموعات قصائده، وهي تحتوي على 12 قصيدة لأبطال التاريخ البلغاري والصور والأفكار التي يجب تذكرها. 
يمكن العثور على مثال مدهش للفكر الفلسفي الحديث المبكر في الأعمال الشعرية للمثقف الشهير ستويان ميهايلوفسكي.